# Semipresidencialismo
Un sistema semipresidencial o régimen semiparlamentario es, en política, el sistema de gobierno en el que existe un presidente junto con un primer ministro y un gabinete, siendo estos dos últimos responsables ante el órgano legislativo de un Estado. Se diferencia de una democracia parlamentaria en el hecho de que el jefe de Estado es más que una figura puramente ceremonial, siendo elegido por sufragio popular directo, y del sistema presidencial, en el hecho de que el gobierno, aunque nombrado por el presidente, es responsable ante la cámara legislativa, pudiendo esta obligar al gobierno a renunciar mediante una moción de censura.
Mientras que la República de Weimar alemana (1919-1933) y Finlandia (1919–2000) ejemplificaron un sistema semipresidencial temprano, el término "semipresidencial" fue introducido por un artículo de 1959 del periodista Hubert Beuve-Méry y popularizado por un trabajo de 1978 del politólogo Maurice Duverger, ambos destinados a describir la Quinta República Francesa (establecida en 1958).

## Subtipos
Existen dos subtipos dentro del semipresidencialismo:
Bajo el sistema premier presidencial, el primer ministro y el gabinete son exclusivamente responsables ante el parlamento. El presidente elige al primer ministro y al gabinete, pero solo el parlamento puede destituirlos del cargo con una moción de censura. El presidente no tiene el derecho de despedir al primer ministro o al gabinete. Sin embargo, en algunos casos, el presidente puede eludir esta limitación ejerciendo el poder discrecional de disolver el parlamento, lo que obliga al primer ministro y al gabinete a dimitir. Este subtipo de semipresidencialismo se utiliza en Armenia, Burkina Faso, Cabo Verde, Timor Oriental, Francia, Georgia (desde 2013), Lituania, Madagascar, Malí, Mongolia, Níger, Polonia, Portugal, Rumania, Santo Tomé y Príncipe, Sri Lanka y Ucrania (desde 2014, anteriormente, entre 2006 y 2010), y está mucho más cerca del parlamentarismo puro.
Bajo el sistema presidente parlamentario, el primer ministro y el gabinete son doblemente responsables ante el presidente y la mayoría de la asamblea. El presidente elige al primer ministro y al gabinete, pero debe contar con el apoyo de una mayoría parlamentaria para su elección o su continuación. Para eliminar del poder a un primer ministro o a todo el gabinete, el presidente puede destituirlos o la asamblea puede destituirlos por una moción de censura. Esta forma de semipresidencialismo está mucho más cerca del presidencialismo puro. Se usa en Guinea-Bissau, Mozambique, Namibia, Rusia, Senegal y Taiwán. También se usó en Ucrania, primero entre 1996 y 2005, y nuevamente entre 2010 y 2014, Georgia entre 2004 y 2013, y en Alemania durante la República de Weimar, nombre extraoficial del régimen constitucional alemán entre 1919 y 1933. Teóricamente, la República de Austria también sigue este esquema, pero el presidente tiende a no hacer uso de esta prerrogativa (una notable excepción fue la destitución del canciller Sebastian Kurz y el nombramiento de un gobierno tecnócrata transitorio, tras el caso Ibiza hasta la formación de un nuevo gobierno tras las siguientes elecciones).

## Historia
Antiguamente, en la República romana, el gobierno de Roma era controlado por dos cónsules, que tenían igual potestad y, además, podían recurrir a un veto en el caso de que uno de los cónsules tomara una decisión sin consultar a su par. En dicho ordenamiento, y hasta el comienzo del principado, los romanos siempre recurrieron a magistraturas pluripersonales, en señal de rechazo al régimen de gobierno unipersonal que ejercía la anterior monarquía romana.
Sobre la base de este principio de colegialidad, se constituyó en 1919 una vía por la que Alemania intentó encontrar un equilibrio entre el poder parlamentario y el del presidente. De esta manera, la República de Weimar es considerada la primera república bajo una constitución política semiparlamentaria. Sin embargo, actualmente, los historiadores encuentran otros casos en los que existió, por tradición política, un equilibrio entre el presidente y el parlamento. 
Posteriormente, Francia instauró un sistema similar bajo la Constitución de la Quinta República Francesa, promovida por el general Charles De Gaulle.
A partir de la influencia internacional del ejemplo francés, varios países del mundo han instaurado un sistema similar tratando de resolver el conflicto entre el presidencialismo y el parlamentarismo, una controversia política desarrollada desde el siglo XIX.

## Características

### Las variables de Maurice Duverger
Maurice Duverger es el primer autor en formular el semipresidencialismo como un tipo distinto de régimen político. Según la definición original e influyente de Duverger (1980), este sistema puede definirse por tres características:
- Un presidente que es elegido por sufragio universal directo;
- El presidente tiene considerable autoridad constitucional;
- También existe un primer ministro y un gabinete, sujetos a la confianza de la mayoría del Parlamento.

### Bicefalia del ejecutivo

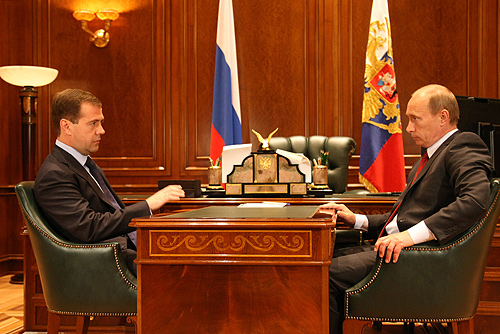
El Presidente de Rusia Vladímir Putin (derecha) y el Presidente del Gobierno de Rusia, Dmitri Medvédev (izquierda). Año 2008.

De manera similar a la magistratura de los cónsules romanos, los sistemas semiparlamentarios confieren un carácter bicéfalo (dos cabezas) al poder ejecutivo, debiendo el Presidente de la República y el primer ministro necesitarse mutuamente para la administración del Estado. Aun así, esta bicefalia puede practicarse de manera asimétrica, u ocasionalmente, puede reflejarse de un modo meramente formal en el derecho.
En algunos semipresidencialismos, como en Taiwán, o antiguamente Finlandia, la relevancia del primer ministro en la toma de decisiones dentro del Consejo de ministros se ve disminuida cuando el jefe de Estado alcanza una amplia mayoría en la Asamblea Nacional. Este fenómeno, que sucede en la mayoría de los regímenes semipresidenciales, otorga un mayor carácter presidencial a las instituciones durante dicha legislatura. En un sentido opuesto, cuando el presidente ve mermado su apoyo en el legislativo, el primer ministro alcanza, si bien de manera limitada, un mayor protagonismo que el presidente en la actividad política. A pesar de esto, en ambos casos tanto el primer ministro como el presidente mantienen un alto grado de relevancia político-administrativa.
Además, hay que señalar que en algunos semipresidencialismos, como por ejemplo en el caso de la Federación Rusa, el Presidente no puede ejercer jurídicamente el poder ejecutivo ni tampoco presidir el gabinete ministerial. En esta circunstancia, la predominancia y participación del jefe de Estado en el gobierno se realiza de manera indirecta o de facto, perdiendo así el jefe de Estado, la neutralidad que le señala la constitución para el ejercicio de sus funciones.
Cabe advertir, que en diversas ocasiones sucede el fenómeno contrario al de Rusia, es decir, el jefe de Estado, llamado constitucionalmente a ejercer el poder ejecutivo, no lo lleva a la práctica, dejando al primer ministro como el jefe de Gobierno de facto de dicho Estado. Estos países, sin embargo, son calificados dentro de los estados bajo sistemas parlamentarios.

### Control parlamentario del gabinete presidencial
Por regla general, el régimen semipresidencial concede al órgano legislativo la posibilidad de destituir a un ministro del gobierno, o bien, a todo el gabinete de ministros (moción de censura) de manera similar al parlamentarismo. Sin embargo se evidencian distinciones frente a los Estados parlamentarios respecto al uso y procedimiento de estas facultades propias del parlamento, como por ejemplo, la limitación del tiempo que se puede invocar una moción de censura y el aumento de requisitos para poder presentarla.
Generalmente las mociones de censura deben ser siempre destructivas, es decir, la oposición no puede presentar una alternativa de gobierno que asuma una vez destituido el gabinete. En el caso de que el parlamento destituye un ministro o el gabinete entero, solo el presidente puede presentar un candidato como sucesor o un nuevo gabinete. Como excepción a esta generalidad, Finlandia permite que el parlamento pueda presentar una censura constructiva, pero solo una vez habiendo rechazado 3 propuestas consecutivas de gobierno presentadas por el presidente.
El caso más excepcional es el de la República de China (Taiwán), donde si bien los ministros del gobierno son aprobados por el legislativo, una vez asumida la cartera los ministros solo pueden ser destituidos por el presidente.
Generalmente todos los ministros del gobierno, son interpelados por el parlamento, con excepción del presidente. Los debates parlamentarios suelen ser dirigidos entre el primer ministro y el líder de la oposición, quien en ocasiones puede ser un excandidato presidencial. Aun así, no todos los semipresidencialismos poseen un líder de la oposición.

### División de las facultades del gobierno

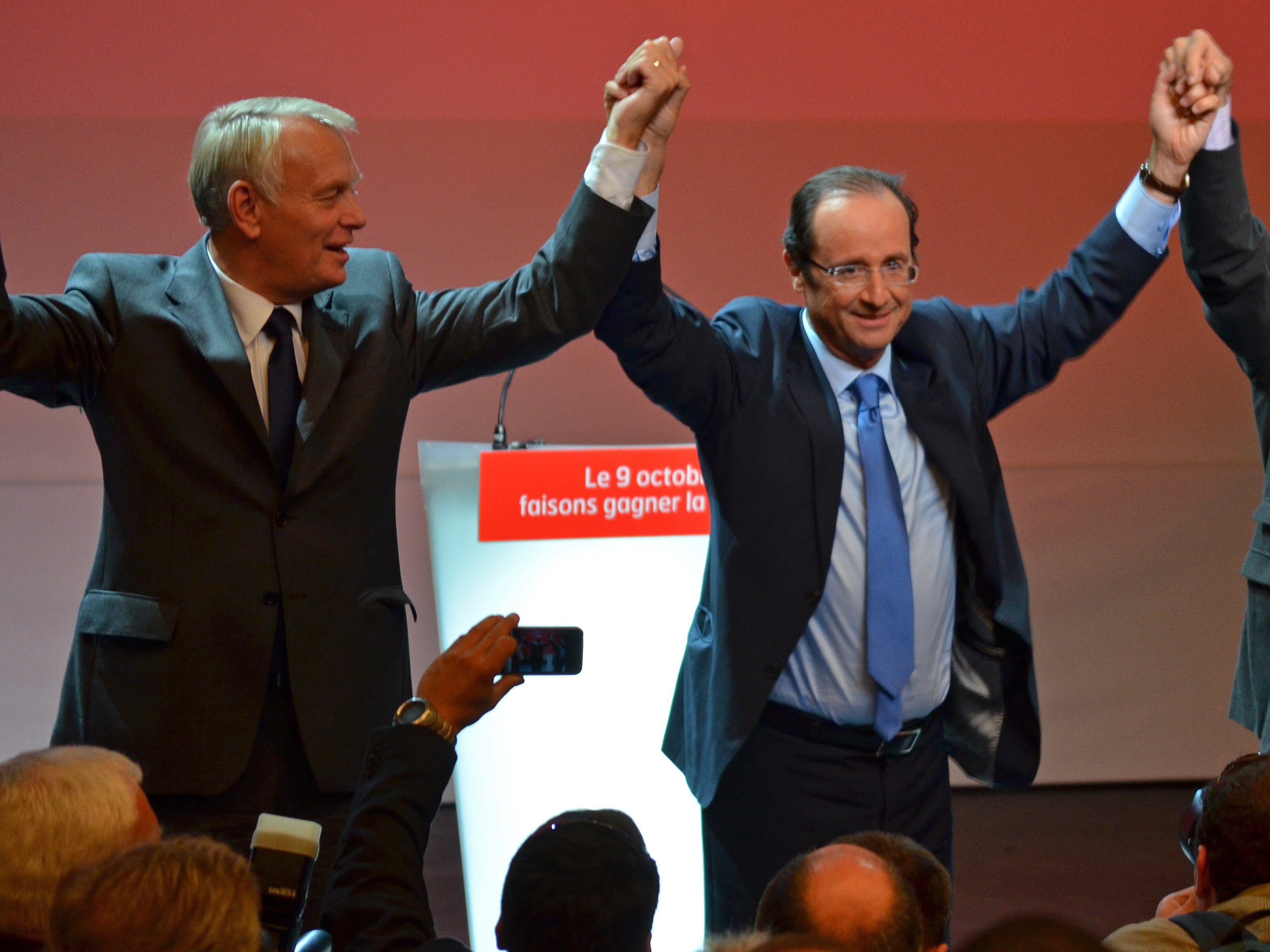
Jean-Marc Ayrault (izquierda), primer ministro de Francia entre 2012 y 2014 junto a Francois Hollande (derecha), presidente de la República Francesa entre 2012 y 2017.

Como una característica esencial del sistema semipresidencial, esta la necesidad de establecer de manera clara las competencias del gobierno, diferenciando las facultades exclusivas del presidente de las que, a través del primer ministro, ejerce el parlamento. Para esto cada país ha realizado distintas modalidades para evitar un conflicto político entre los dos jefes del gobierno.

#### División por convención
En Alemania y otras naciones, la división gubernamental se concreta mediante una convención, es decir, para cada formación de gabinete, el Primer ministro y el presidente definen, mediante un consenso mutuo, que ámbitos o ministerios controlará cada uno de manera prioritaria. Por lo general el jefe de Estado se preocupa de las Relaciones Internacionales y los ministerios más relevantes, mientras que el primer ministro se encarga de la seguridad interior del Estado y de otros ministerios de menor importancia, sin embargo no es algo obligatorio para las partes, teniendo ambos mayor libertad para definir sus ámbitos de gobierno.
A pesar de esto, la división ejecutiva por convención puede hipotéticamente favorecer al presidente de la república en caso de que este consiga una amplia mayoría legislativa, habiendo así una directa vinculación con una bicefalia asimétrica que aumenta los poderes del presidente sobre los del primer ministro.

#### División constitucional
En otros Estados, que han adoptado el semipresidencialismo, la división gubernamental de las dos cabezas del gobierno se garantiza explícitamente en su constitución política o en la legislación del Estado. En Finlandia, el primer ministro se encarga de la seguridad interior y las reformas nacionales (política interna), mientras que el jefe de Estado se ocupa de los asuntos internacionales y de defensa (política exterior).
Se puede observar que el grado de separación del ejecutivo dual varía en cada Estado, entendiéndose que a mayor separación de las facultades, menor potestad tendrá el presidente de la república. En el ejemplo de Ucrania, las crisis políticas generadas en 2004 y 2014 conllevaron a que, con el tiempo, se establecieran medidas para fortalecer la división del gobierno bicéfalo, tales como la prohibición del presidente de la república de destituir al primer ministro. Así, dicha facultad quedó en reserva exclusiva de la Rada Suprema (parlamento), además de otras medidas que pretenden otorgar un cierto grado de autonomía del primer ministro del presidente, en equilibrio con las facultades presidenciales que no puedan ejercer los parlamentarios.

### Separación entre el Ejecutivo y el Legislativo

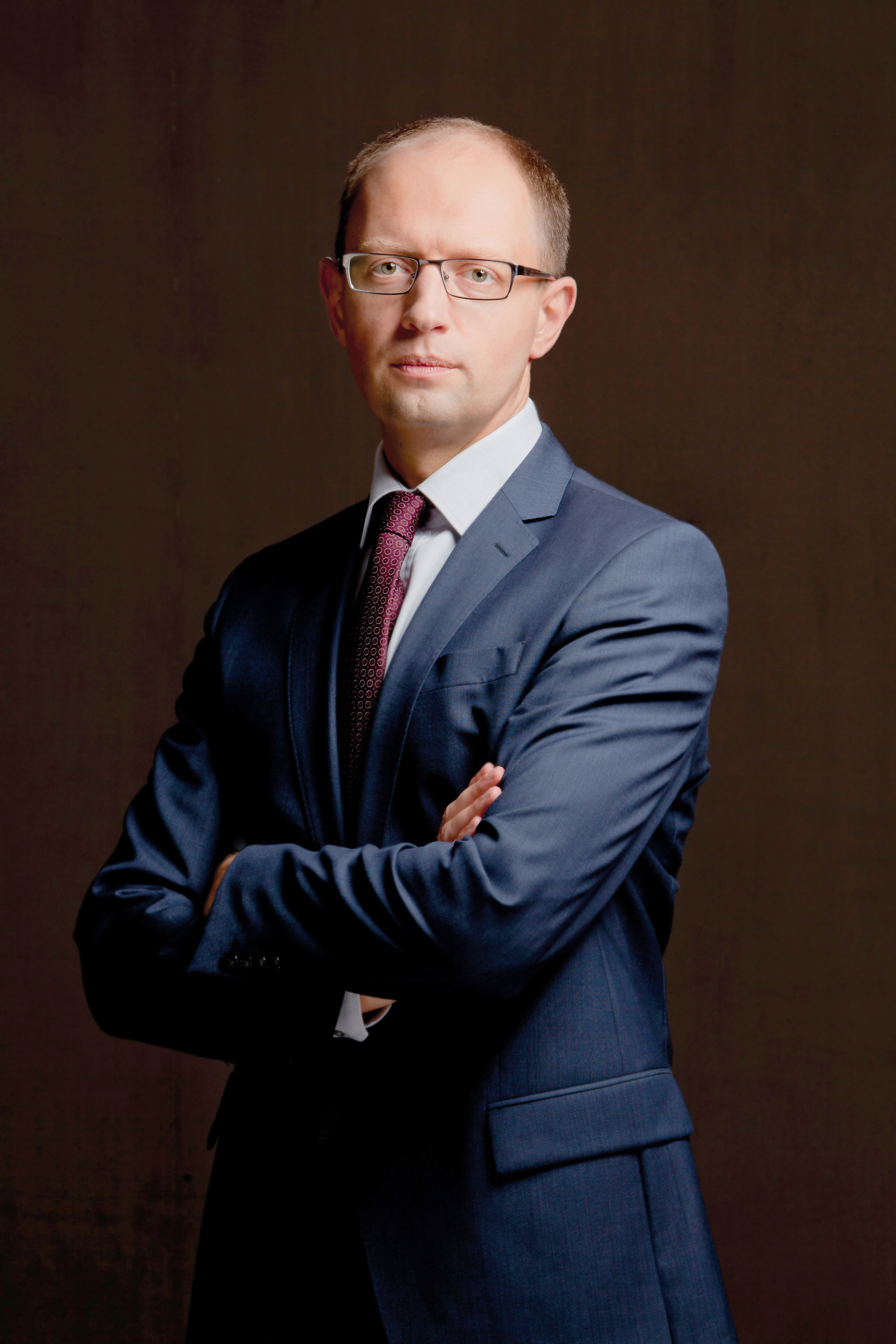
Arseniy Yatsenyuk fue nombrado primer ministro de Ucrania, pero no ejerce ningún mandato legislativo. Además no es el líder de su partido, sino el propuesto por Yulia Timoshenko, líder de Batkivshchina.

Además de la división dentro del poder ejecutivo, el hecho de que el presidente deba gobernar en conjunto con la mayoría del parlamento, provoca que en innumerables ocasiones los legisladores cercanos al jefe de Estado sean nombrados primer ministro o ministros del gobierno.
Esta cuestión es uno de los principales temas de debate en los países semipresidenciales, debido al constante conflicto teórico sobre el grado de separación de poderes.

#### Separación rígida por renuncia de parlamentarios
En algunos países como Ucrania y Taiwán así como Francia hasta el 2008 los legisladores oficialistas, para asumir como ministros, deben renunciar a su escaño, no pudiendo recuperarlo hasta la siguiente legislatura. Esta medida es originaria del proyecto constitucional francés de 1958 y pretendía evitar la producción de una partitocracia, entendida como la predominancia de los partidos políticos y sus líderes en la toma de decisiones y su participación en el gabinete, una característica propia del sistema parlamentario.
Con esto, los partidos que le dan la mayoría al presidente en el parlamento suelen proponer a militantes o simpatizantes que en ese momento no ejercen ninguna actividad legislativa, o en casos excepcionales, acordar la renuncia de uno de los parlamentarios oficialistas siempre y cuando la legislación establezca un reemplazo en caso de ausencia absoluta o renuncia definitiva de un legislador. De esta manera, el parlamento cogobierna con el jefe de Estado de manera indirecta.
Se advierte que esta vía para preservar la separación rígida entre el poder legislativo y el poder ejecutivo, es también una característica propia de la mayoría de los sistemas presidenciales.

#### Separación rígida por sustitución de parlamentarios

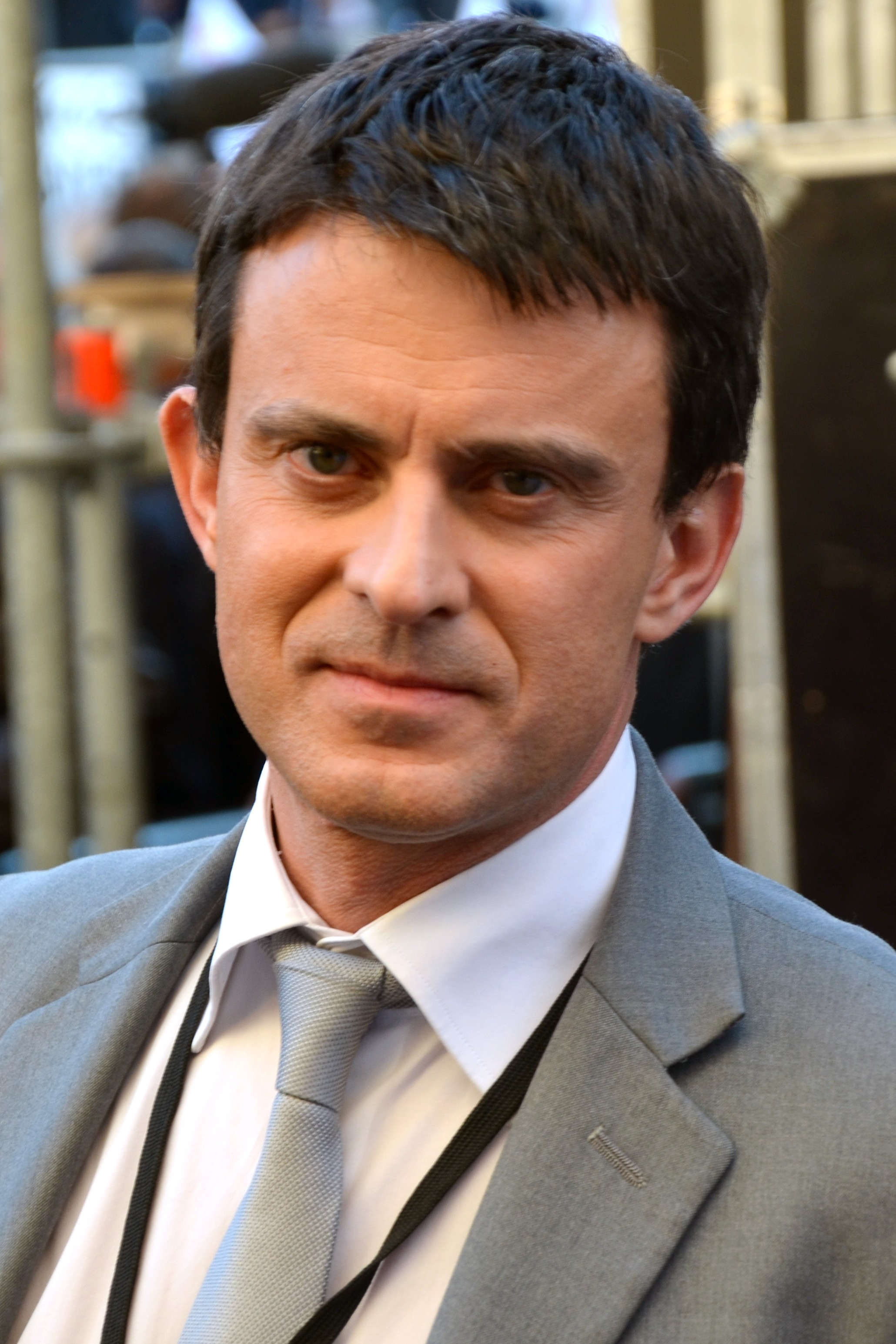
Manuel Valls, diputado de la Asamblea Nacional de Francia. En 2012 debió renunciar temporalmente a su escaño para poder ser investido como ministro del Interior del presidente Hollande.

Tras una reforma a la constitución francesa en 2008, se creó la institución de la «sustitución temporal de parlamentarios que asuman funciones gubernamentales». De este modo se mantiene la doctrina de la separación de los poderes, con la única diferencia que los parlamentarios que renunciaron a su escaño pueden volver a legislar, siempre y cuando siga en vigencia su escaño en la legislatura y haya previamente renunciado a su cargo en el poder ejecutivo.
Esta práctica es creada para flexibilizar la renuncia de parlamentarios de confianza del presidente y asegurar la participación del parlamento en el gobierno sin atentar contra la separación de los poderes del Estado. Además, otorga un rol relevante a los sustitutos, que usualmente son los primeros candidatos no electos para la legislatura en la misma lista y distrito electoral. Cabe considerar que el modo de reemplazo temporal está estrictamente vinculado al tipo de sistema electoral por el que se elige el parlamento.

#### Separación parcial con ministros parlamentarios
En la mayoría de los semipresidencialismos, como Rusia, no se prohíbe la participación de los legisladores en el gobierno del presidente de la república, asimilándose en mayor medida al sistema parlamentario en cuanto al vínculo del poder ejecutivo con el parlamento. Sin embargo, a diferencia de los parlamentarismos, en las repúblicas bicéfalas la mayoría de los ministros del gobierno no suelen ser miembros del parlamento.
El grado de participación de legisladores en el poder ejecutivo varía según la mayoría que apoya al presidente, entendiéndose que por regla general se intenta fomentar la cantidad de ministros que no son, a su vez, parlamentarios. Aun así, el hecho de que se permita la participación de parlamentarios en el gobierno provoca que en casi la totalidad de las veces, el primer ministro del presidente sea además un miembro del parlamento, y sea conjuntamente el líder del partido con más escaños que apoya al presidente. En Finlandia, por ejemplo, el primer ministro suele ser el presidente del partido político con más escaños dentro de la mayoría absoluta que consigue formar el presidente de Finlandia, esto, sin importar si un partido político de la oposición al presidente tenga más escaños que la colectividad del primer ministro.

## Países con un sistema semipresidencial de gobierno
Los países con un sistema de república semipresidencialista son 33:
- República Argelina Democrática y Popular
- República de Armenia
- República de Azerbaiyán
- Burkina Faso
- República de Cabo Verde
- República Cooperativa de Guyana
- República del Congo
- República Democrática del Congo
- República Democrática de Timor-Leste
- República Democrática Socialista de Sri Lanka
- República Árabe de Egipto
- República Francesa
- República de Guinea-Bisáu
- República de Haití
- República de Madagascar
- República de Malí
- República Islámica de Mauritania
- Mongolia
- República de Mozambique
- República de Namibia
- República del Níger
- Estado de Palestina
- República del Perú
- República de Polonia
- República Portuguesa
- Rumania
- Federación Rusa
- República Árabe Saharaui Democrática (Sahara Occidental)
- República Democrática de Santo Tomé y Príncipe
- República de Uzbekistán
- República del Senegal
- Taiwán
- Ucrania